# Mario Bertok
Mario Bertok (Zagabria, 2 settembre 1929 – Zagabria, 20 agosto 2008) è stato uno scacchista e giornalista croato.
Ottenne il titolo di Maestro Internazionale nel 1957.

## Principali risultati
Vinse il Campionato croato nel 1956 e 1964.
Rappresentò la Jugoslavia in quarta scacchiera alle Olimpiadi di Lipsia 1960, vincendo la medaglia di bronzo di squadra.
Il secondo posto nel campionato jugoslavo del 1960 lo qualificò per partecipare al torneo zonale di Budapest, dove si qualificò 2°-3°. Nell'Interzonale di Stoccolma del 1962 (vinto da Bobby Fischer) terminò al 18º posto su 23 partecipanti.
Altri risultati di torneo: 2°-3° a Bratislava 1957, =1°-2° a Portoroz 1958, 2° a Kharkov nel 1959, 2°-4° nel torneo IBM di Amsterdam 1963. Vinse il torneo di Capodanno di Reggio Emilia del 1964/65.
Era sposato con l'attrice Semka Sokolović-Bertok (1935-2008), che in gioventù praticò gli scacchi a livello agonistico (vinse otto campionati giovanili jugoslavi).
Bertok era anche un giornalista sportivo, collaborò per molti anni con il quotidiano Sportske novosti.
Morì per annegamento il 20 agosto 2008, all'età di 78 anni, mentre nuotava nel lago Jarun, alla periferia di Zagabria.